# شهرستان مولوکوفسکی
شهرستان مولوکوفسکی (به لاتین: Molokovsky District) یک شهرستان در روسیه است که در استان تور واقع شده‌است.